# Doxocopa laurentis
Doxocopa laurentis är en fjärilsart som beskrevs av Butler och Druce. Doxocopa laurentis ingår i släktet Doxocopa och familjen praktfjärilar. Inga underarter finns listade i Catalogue of Life.